# Menedzsment Főiskola
A Menedzsment Főiskola (szlovákul: Vysoká škola manažmentu) az első magán főiskola Szlovákiában. Az iskola 1999. december 1-jén kapta meg a működési engedélyt, első rektora Branislav Lichardus volt, jelenleg Edita Hekelová tölti be ezt a pozíciót. Az iskola üzemeltetője a City University of Seattle, üzleti menedzsment szakon kínál képzést szlovák és angol nyelven Trencsénben és Pozsonyban is.